# Вестерланд 1-26
Вестерланд 1-26 — звезда, являющаяся красным сверхгигантом или гипергигантом, находится в звёздном скоплении Вестерланд 1 в созвездии Жертвенника.

## Открытие
В 1961 году шведский астроном Бенгт Вестерлунд обнаружил систему Westerlund 1. В ней находится большое количество звёзд. В 1969 году учёные стали именовать звёзды этой системы по буквам, Вестерланду 1-26 была присвоена буква «А».

## Характеристики
Звезда расположена на расстоянии 11 500 световых лет от Земли. Её свет и излучение поглощаются и рассеиваются из-за межзвёздной экстинкции. Радиус звезды равен приблизительно 1530 солнечным, или даже до 2544 по солнечным оценкам. Поместившись на место Солнца, её фотосфера поглотила бы орбиту Юпитера. Светимость звезды примерно в 380 000 раз больше солнечной. Температура на поверхности составляет более 3000 К.
В октябре 2013 года с помощью Обзорного Телескопа VLT астрономы обнаружили, что вокруг Вестерланда 1-26 расположено облако ионизированного водорода, туманность которого простирается на 1,3 парсеков.